# كاراكس كبير الحراشف
كاراكس كبير الحراشف (الاسم العلمي: Charax macrolepis) هو نوع من الأسماك يتبع جنس الكاراكس من الفصيلة الكاراكسية.